# Coffs Harbour
Coffs Harbour er en kystby i New South Wales, Australien. Det er en kendt ferieby på grund af den korte distance fra Sydney. Mange af indbyggerne i Coffs Harbour er pensionister. Byen har 27.089(2021) indbyggere.
1. ↑  Coffs Harbour, hentet 28. juni 2022 (fra Wikidata).